# Siecino
Siecino est une localité polonaise de la gmina mixte de Złocieniec, située dans le powiat de Drawsko en voïvodie de Poméranie-Occidentale. Elle se trouve à environ 96 km à l'est de Szczecin, la capitale régionale. Avant 2019, elle appartenait à la gmina d'Ostrowice.

## Géographie

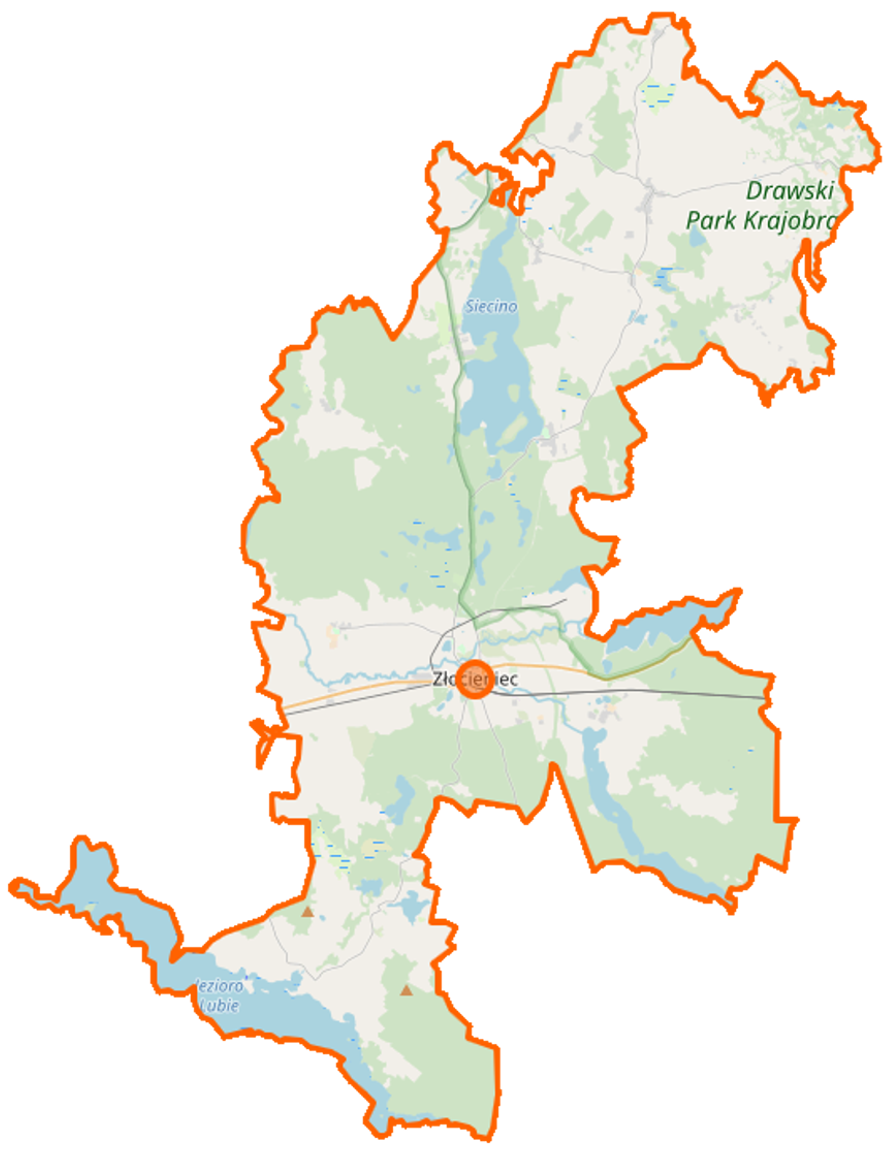
Carte de la gmina de Złocieniec.

## Histoire
De 1816 à 1945, Zetzin fait partie de l'arrondissement de Dramburg dans le district de Köslin au sein de la province de Poméranie.